# Dobrčane
Miresh en albanais et Dobrčane en serbe latin (en serbe cyrillique : Добрчане) est une localité du Kosovo située dans la commune/municipalité de Gjilan/Gnjilane, district de Gjilan/Gnjilane (Kosovo) ou district de Kosovo-Pomoravlje (Serbie). Selon le recensement kosovar de 2011, elle compte 2 659 habitants.

## Démographie

### Évolution historique de la population dans la localité
| 1948  | 1953  | 1961  | 1971  | 1981  | 1991  | 2011  |
| ----- | ----- | ----- | ----- | ----- | ----- | ----- |
| 1 233 | 1 364 | 1 588 | 2 114 | 2 674 | 2 939 | 2 659 |

|  |

### Répartition de la population par nationalités (2011)
En 2011, les Albanais représentaient 87,89 % de la population et les Turcs 11,55 %.